# Мордвинов Микола Семенович
Микола Семенович Мордвинов (рос. Николай Семенович Мордвинов; 28 квітня 1754 — 11 квітня 1845) — граф з 1834 року, російський флотоводець і політик, син адмірала С. І. Мордвинова, один з організаторів Чорноморського флоту, перший в історії Росії морський міністр (1802), голова Вільного економічного товариства (1823-40).
Знаменитий англоман, власник Байдарської долини і садиби Марна. Видатний прихильник протекціонізму, автор значних праць з економіки, фінансів, політики, сільського господарства, банківської справи. Шанувальник англійської політичної системи, М. С. Мордвинов мав репутацію найліберальнішої людини в царському уряді і мав великий авторитет серед декабристів. «Мордвинов містить в собі одному всю російську опозицію», — писав про нього О. Пушкін.
Вдячні Мордвинову Велізькі євреї увели в одну зі своїх молитов додатковий вірш: «І буде Мордвинов пом'янутий для добра» (див. Велізька справа).

## Життєпис
Почав морську службу у 1766 році, служив гардемарином на кораблях Балтійського флоту, з 1768 році — мічман, командир придворної яхти. Насупні три роки проходив практику на англійському флоті біля берегів Америки. З 1781 року — командир лінійних кораблів Балтійського флоту. У 1785 році призначений старшим членом Чорноморського адміралтейського правління і управляючим Чорноморським флотом. Брав участь в Російсько-турецькій війні 1787—1792 років. Командував ескадрами і гребним флотом на Чорному морі. У 1790 році через конфлікт з Потьомкіним змушений був залишити службу.
У 1792 році за протекцією фаворита Катерини II Платона Зубова призначений командувачем Чорноморського флоту. За резиденцію Мордвинов обирає Миколаїв. У Миколаєві при Чорноморському адміралтейському правлінні ним була заснована друкарня, яка видавала наукову та навчальну літературу, морські карти. У Миколаєві та Херсоні за були засновані училища із підготовки штурманів. Він також ініціював створення нової верфі у Кічкасі (зараз Запоріжжя) у липні 1795 року. Восени того ж року за його ініціативи починає будуватися Луганський ливарний завод. В Очакові, що був приєднаний до Російської імперії після його захоплення у 1788 році, він ініціює будівництво портової гавані та митного пункту. Захопившись розбудовою Очакова, Мордвинов намагався усіляко гальмувати будівництво Одеси на місці колишньої турецької фортеці Хаджибей, на найвищому рівні інтригуючи проти де Рібаса та зриваючи фінансування.
19 вересня 1797 р. Мордвинов отримує від Павла І звання адмірала. Через потужний вибух на флотському цейхгаузі поблизу Херсона, який стався наприкінці 1798 року, адмірал Мордвинов був усунений з посади на початку наступного року і відданий під суд. Декілька років він був в опалі, але вже під кінець правління Павла I повернувся на державну службу.

## Ставлення до кримських татар
Його ставлення до кримських татар було негативним через його численні поземельні конфлікти, як таврійського поміщика, із корінними мешканцями Криму. Він пропонував застосовувати до них політику сегрегації та витіснення їх в Туреччину. Але навіть для верхівки Російської імперії ці пропозиції виглядали одіозними, тому не були прийняті до реалізації.